# 더글러스 헨더슨
더글러스 헨더슨(Douglas Henderson, 1919년 1월 14일 ~ 1978년 4월 5일)은 미국의 배우, 텔레비전 배우이다.

## 영화
- 유령야화 (1972년)
- 위험한 지혜 (1970년)
- 스테이 어웨이, 조 (1968년)
- 인베이더 - 시리즈 (1967년)
- 제5전선 (1966년)
- FBI (1965년)
- 도요새 (1965년)
- 서부를 향해 달려라 (1965년)
- 에밀리를 미국 사람으로 만들기 (1964년)
- 세븐 데이스 인 메이 (1964년)
- 제3의 눈 (1963년)
- 맨츄리안 켄디데이트 (1962년)
- 보난자 (1959년)
- 페리 메이슨 (1957년)
- 비행접시 인간의 침입 (1957년)
- 킹 다이너소어 (1955년)
- 매드 앳 더 월드 (1955년)
- 슈퍼맨 - 54년작 5 (1954년)
- 지상에서 영원으로 (1953년)
- 우주 전쟁 (1953년)
- 빅 짐 맥레인 (1952년)
- 용감한 페이건 (1952년)
- 날으는 해병대 (1951년)